# Mashta al-Helu
Mashta al-Helu (tiếng Ả Rập: مشتى الحلو, còn được gọi là Meshta al-Helu hoặc Mashta al-Helo) là một thị trấn và khu nghỉ mát ở phía tây bắc Syria, một phần hành chính của Tỉnh Tartus, nằm cách Tartus 35 km về phía đông. Ngôi làng nằm trong một khu rừng cây xanh giữa dãy núi An-Nusayriyah, dãy núi ven biển Syria. Các địa phương lân cận bao gồm Kafrun ở phía tây, al-Malloua và al-Bariqiyah ở phía tây nam, Habnamrah và Marmarita ở phía nam, Hadiya ở phía đông nam, Kafr Ram ở phía đông, Ayn Halaqim ở phía đông bắc, Ayn al-Shams ở phía bắc và Duraykish về phía tây bắc.
Theo Cục Thống kê Trung ương Syria (CBS), Mashta al-Helu có dân số 2.458 trong cuộc điều tra dân số năm 2004. Đây là trung tâm hành chính của Mashta al-Helu nahiyah ("tiểu khu") của quận Safita bao gồm 19 địa phương với dân số tập thể là 12,577 vào năm 2004. Cư dân của nó chủ yếu là Kitô hữu.
Thị trấn có độ cao 465 mét so với mực nước biển. Trước khi Baathist tiếp quản đất nước vào những năm 1960, Mashta al-Helu là một trong một vài ngôi làng ở vùng núi ven biển được điện khí hóa và kết nối với lưới điện.